# Cyathea cunninghamii
Cyathea cunninghamii là một loài dương xỉ trong họ Cyatheaceae. Loài này được Hook. f. mô tả khoa học đầu tiên năm 1854.
Danh pháp khoa học của loài này chưa được làm sáng tỏ. 